# Fascination Street
Fascination Street è un brano musicale del gruppo rock inglese The Cure, pubblicato nel 1989 come singolo solo negli Stati Uniti.
Il brano, inserito nell'album Disintegration, è stato scritto da Robert Smith e David M. Allen.

## Tracce
1. Fascination Street (Remix) – 4:17
2. Babble – 4:16

## Formazione
- Simon Gallup - basso
- Robert Smith - chitarra, tastiere, voce
- Porl Thompson - chitarra
- Boris Williams - batteria
- Roger O'Donnell - tastiere
- Lol Tolhurst - "altri strumenti"
- Mark Saunders - remix

## Classifiche
| Classifica (1989)         | Posizione massima |
| ------------------------- | ----------------- |
| Stati Uniti               | 46                |
| Stati Uniti (alternative) | 1                 |